# Kenchanahalli, Hassan
Kenchanahalli là một làng thuộc tehsil Hassan, huyện Hassan, bang Karnataka, Ấn Độ.